# Zubaid
Zubayd  or Zubaid (arabe : زبيد) est une tribu arabe qahtanite de la confédération Madhhij. C'est l'une des plus importantes tribus arabe.
Elle a participé aux conquêtes des débuts de l'Islam. Parmi ses membres de cette époque :
- Amr bin Ma’di al-Zubaydi, un fameux héros arabe, qui a participé à l'Islam et en particulier à la bataille d'al-Qadisiyya
- Abu Bakr al-Zubaydi
- Mahmiyah ibn Al-Jaz'i al-Zubaydi, fils de Hind bint Awf, et frère de Lubaba. Fait partie des émigrés en Abyssinie et est nommé trésorier de la communauté musulmane quand il rejoint Médine.
- le companion Al-Harith bin Omair Al-Zubaidi,
- le marchand yéménite dont la mésaventure est à l'origine du hilf al fudhul

La tribu a émigré vers l'Irak (Koufa), la Syrie et Ahwaz avant et après les conquêtes. 